# Eisenbahnunfall von Fiesch

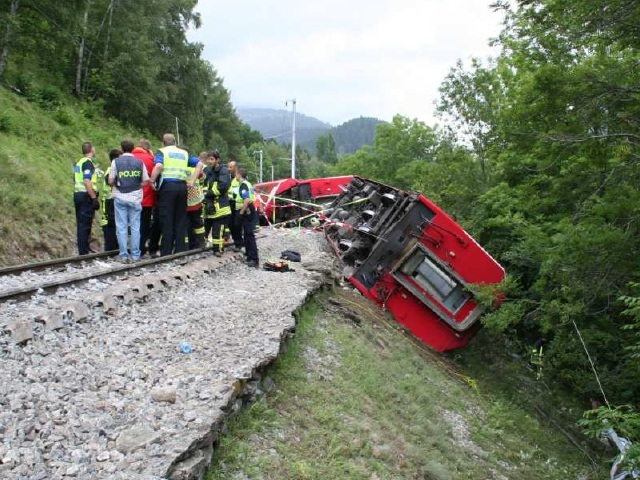
Umgestürzte Wagen des Glacier-Express

Der Eisenbahnunfall von Fiesch ereignete sich am 23. Juli 2010, als die letzten drei Wagen des Glacier-Express zwischen den Stationen Lax und Fiesch Feriendorf im Goms wegen überhöhter Geschwindigkeit entgleisten.

## Ausgangslage
Auf dem vor der Unfallstelle befahrenen Streckenabschnitt bestand in einer engen Kurve eine Geschwindigkeitsbeschränkung auf 35 km/h. Diese wurde kurz vor dem Viadukt aufgehoben.
Der Glacier-Express 906, der hier von Zermatt nach St. Moritz unterwegs war, bestand aus Panoramawagen der Bauarten Breda und Stadler Rail.

## Hergang
Der Lokomotivführer nahm das Signal, das die Geschwindigkeitsbeschränkung aufhob, wahr und beschleunigte den Zug, als die Lokomotive das Signal erreicht hatte. Erlaubt ist das Beschleunigen aber erst, nachdem der letzte Wagen das Endsignal passiert hat. Der Lokführer beschleunigte so stark, dass er eine Geschwindigkeit von 56 km/h erreichte, bevor der letzte Wagen des Zuges den Langsamfahrbereich verlassen hatte. Die Fliehkraft bewirkte, dass der Wagen – ein Erste-Klasse-Wagen –, ohne dass dessen Radsätze aufkletterten, gegen 11:50 Uhr umkippte. Er riss dabei auch die beiden vorauslaufenden Fahrzeuge – einen weiteren Erste-Klasse Wagen und einen Speisewagen – mit. Dabei zerrissen die Verbindungsschläuche der automatischen Bremse zwischen den Wagen, was sofort zu einer Schnellbremsung führte. Während die beiden letzten Wagen zur Seite kippten und dabei Fahrleitungsmasten umrissen, wurde der Speisewagen – der bereits auf dem Viadukt stand – von einem Fahrleitungsmast in Schrägstellung aufgefangen. Die beiden umgekippten Wagen (Api 4032 und Ap 4022 vom Typ Breda) wurden teilweise seitlich eingedrückt und mussten nach dem Unfall abgebrochen werden.

## Folgen
Eine 64-jährige Japanerin kam ums Leben, 42 weitere Personen wurden verletzt, 12 von ihnen schwer. 28 der Verletzten stammten aus Japan. Ausserdem wurden fünf Schweizer, vier deutsche, zwei österreichische und ein indischer Staatsbürger verletzt.
Zur Bergung wurden fünf Rettungshubschrauber der Air Zermatt, vier der Air-Glaciers und einer der REGA aufgeboten. Der letzte Waggon des Zuges musste mit Stahlseilen gesichert werden, ehe die Arbeiten beginnen konnten. Die unverletzten Reisenden wurden zunächst im Feriendorf Fiesch betreut und später mit Bussen weiter befördert.
Die Strecke Lax–Fiesch der Matterhorn-Gotthard-Bahn war nach dem Unfall für anderthalb Tage unterbrochen.
Die Untersuchung der Unfallursachen erfolgte durch den Untersuchungsrichter und die Unfalluntersuchungsstelle für Bahnen und Schiffe (UUS). Sie führte sieben Tage nach dem Unfall zu dem Ergebnis, dass der Lokführer zu früh beschleunigt hatte. Die UUS hatte bereits am Montag, 26. Juli 2010 informiert, dass an den Fahrzeugen keine technischen Fehler oder Defekte festgestellt werden konnten. Die Untersuchungen konzentrierten sich auf die Gleislage und die Geschwindigkeit des Zuges. Der Lokführer habe gegenüber der UUS geäussert, er habe eine Unregelmässigkeit in der Gleislage gesehen, aber nicht mehr bremsen können. Ausgeschlossen wurden Deformationen der Gleise infolge eines vorangegangenen Temperatursturzes. Ein Sprecher der MGB verneinte in einem Fernsehinterview auch einen Zusammenhang mit Gleisbauarbeiten, die auf diesem Abschnitt kurz zuvor stattgefunden hatten.
Der Lokführer wurde 2011 der fahrlässigen Tötung, der mehrfachen fahrlässigen schweren Körperverletzung sowie der fahrlässigen Störung des Eisenbahnverkehrs schuldig gesprochen und zu einer bedingten Geldstrafe von 150 Tagessätzen zu je 100 Franken verurteilt. Ausserdem musste er eine Busse von 500 Franken bezahlen. Das Urteil wurde rechtskräftig.

## Weiter wissenswert
Ein Unfall mit gleicher Ursache ereignete sich am 2. Februar 1991 beim gleichen Unternehmen, das damals noch BVZ hiess. Damals kippte der als letzter Wagen am Zug 143 mitgeführte Zisternenwagen Uah 2893 bei St. Niklaus VS um, weil der Lokführer nach einer kurvenbedingten Langsamfahrstelle zu früh beschleunigt hatte. Das dabei ausgelaufene Heizöl bedingte ausgedehnte Ausbaggerungen des verschmutzten Erdreichs.